# Téo Rayet
Téo Rayet (Libourne, 12 de diciembre de 1999) es un deportista francés que compite en remo.
Ganó tres medallas de bronce en el Campeonato Europeo de Remo entre los años 2023 y 2025. Participó en los Juegos Olímpicos de París 2024, ocupando el octavo lugar en la prueba de cuatro sin timonel.

## Palmarés internacional
| Campeonato Europeo | Campeonato Europeo | Campeonato Europeo | Campeonato Europeo |
| Año                | Lugar              | Medalla            | Prueba             |
| ------------------ | ------------------ | ------------------ | ------------------ |
| 2023               | Bled (Eslovenia)   | Medalla de bronce  | Cuatro sin timonel |
| 2024               | Szeged (Hungría)   | Medalla de bronce  | Cuatro sin timonel |
| 2025               | Plovdiv (Bulgaria) | Medalla de bronce  | Cuatro sin timonel |